# Mario Valeri
Mario Valeri (Sorso, 13 settembre 1949 – Sassari, 27 novembre 2024) è stato un calciatore italiano, di ruolo difensore.

## Carriera
Iniziò la carriera in serie D nella squadra della sua città il Sorso, per poi passare alla Torres, nella vicina Sassari dove rimase tre stagioni con una retrocessione e una promozione. Nel 1973 arrivò in prestito temporaneo alla Lazio per disputare il Torneo Anglo-Italiano.
Passato nel 1973-1974 al Cagliari vi rimase per cinque stagioni e anche qui visse sia una promozione che una retrocessione giocando tre anni in B e due in A con la squadra del capoluogo. Chiuse la sua carriera in C1 con la maglia della Salernitana per due stagioni.

## Palmarès

### Club

#### Competizioni nazionali
- Campionato italiano: 1

Fiorentina: 1968-1969
- Serie D: 1

Torres: 1971-1972